# Линда (комбинат)
Коже́венно-галантере́йный комбина́т «Ли́нда» (эст. Nahkgalanteriikombinaat „Linda”) — крупное предприятие лёгкой промышленности Эстонской ССР. Его предшественником было кожевенное предприятие “Linda”, основанное в Таллине в 1920 году, во времена Первой Эстонской республики.

## История предприятия

### В Первой Эстонской Республике
После окончания Освободительной войны, в 1920 году Юхан Суси (Juhan Susi) основал предприятие «Linda» в Таллине по адресу шоссе Суур-Пярну 87, которое занималось дублением и выделкой кожи. Производимая продукция — от грубой подошвенной кожи до тонких кож — шла только на внутренний рынок, так как высокие импортные пошлины других стран не позволяли выйти на внешние рынки. 
В декабре 1930 года было завершено строительство нового большого производственного здания кожевенной фабрики; оно было возведено исключительно на собственные средства, что было довольно редким случаем в экономических условиях того времени. На фабрике работали 50 человек. Это здание сохранилось до наших дней, его новый адрес — Пярнуское шоссе 132. К нему добавили большую пристройку, и в настоящее время там располагается типография «Aldus».

### В Советской Эстонии
После Второй мировой войны на базе ранее основанных предприятий начали свою деятельность государственные текстильные и кожевенные артели. Кожевенная артель «Энергия» и трикотажная артель «Вилл» выпускали перчатки; меховые изделия производились на Таллинской швейной фабрике, которая была предшественницей швейного объединения им. В. Клементи.
В 1963 году на базе  кожгалантерейных цехов промкомбината «Вялк», Швейной фабрики им. В. Клементи, Тартуского кожевенно-обувного комбината и других предприятий был создан кожевенно-галантерейный комбинат «Линда». Комбинат выпускал изделия из меха, натуральной и искусственной кожи (шубы, воротники, шапки, перчатки, хозяйственные и дорожные сумки, папки, чемоданы, кошельки, кожгалантерею, сувениры), вырабатывал кожу хромового дубления (перчаточную, подкладочную, «антик», растительного дубления). 
В 1978 году было выпущено меховых изделий на сумму 23,4 млн рублей и изделий из натуральной и искусственной кожи на 7,9 млн рублей, произведено дубление 15,3 млн дм2 кожи.
Комбинат имел цехи в Вильянди, Кохила и Тарту, отделения в Тапа и Элва. Адрес головной конторы в Таллине: улица Сулевимяги 2.
Численность персонала по состоянию на 1 января 1979 года составляла 1411 человек, из них в Таллине — 671. Директор с 1975 года — Пеэтер Луст (Peeter Lust).
В 1990 году, за два года до фактической ликвидации, комбинат был переименован в Производственно-торговое объединение «Линда», адрес: улица Маакри 19/21.

### В независимой Эстонии
После выхода Эстонии из состава СССР исчезли заказы плановой экономики, и в начале 1990-х годов на базе комбината «Линда» было создано государственное акционерное общество, которое в 1992 году было частично приватизировано и частично ликвидировано. 
На базе двух отделений когда-то большого предприятия работают предприятие «Lindante OÜ» в Таллине (основано в 1993 году, производит одежду из натурального меха, число работников на 31.12.2021 — 11) и акционерное общество «Galvi-Linda» в Вильянди (основано в 1991 году, производит рюкзаки, снаряжение для охоты, жилеты, сумки для патронов, карманных радиостанций и пр.; число работников на 31.12.2021 — 71). 
С 1999 года предприятие «Lindante» имеет исключительное право на использование товарного знака «Linda» в классах 18, 25, 35 и 42. В 2008 году предприятие стало одним из основателей Эстонской меховой ассоциации. Число работников составляло около 20 человек на протяжении многих лет его деятельности; по состоянию на 31 марта 2021 года численность его персонала составила 10 человек. Предприятие является единственным в Эстонии производителем кожаных перчаток на промышленном уровне. За годы работы оно выиграло множество тендеров на государственные закупки в Эстонии и поставило различные виды перчаток для Сил обороны и Департамента полиции и погранохраны. Особенно удачным для предприятия был 2019 год, когда оно выиграло госзаказ «Закупка сидений, покрытий для сидений и затемняющих покрытий и уход за ними» общей стоимостью 1 159 084 евро. Прогнозируемая величина торгового оборота в 2021 году — 179 442 евро.
Число работников «Galvi-Linda AS» по состоянию на 31 марта 2021 года составило 79 человек. Предприятие выпускает в основном изделия из синтетических материалов (полиэстер, нейлон) для военных, медиков и охотников: рюкзаки, сумки, водонепроницаемые плащи, тактические жилеты, стрелковые складные маты, ремни, перчатки, карманы для раций, чехлы для ножей, оружейные чехлы и пр.
В 2011 году в Эстонии насчитывалось 13 представительских магазинов, работавших под знаменитой маркой «Linda», они располагались в 10 городах страны, в ассортименте имелся большой выбор сумок и кожгалантереи импортного производства. Местные производители кожгалантереи — это малые предприятия, в частности “Manlund OÜ” (торговая марка Nahakoda), «Von Baer OÜ» (торговая марка Von Baer), «Kolm OÜ» (торговая марка Papillon), «Artisana OÜ»(торговая марка Stella Soomlais).

## Фотографии
- Вильяндиский цех сумок Кожевенно-галантерейного комбината «Линда», 1968 год. Ajapaik
- Вильяндиский цех комбината «Линда», 1985 год. Элли Меремаа руководит молодой работницей; изготовление сумок. Ajapaik

Продукция кожевенно-галантерейного комбината «Линда»
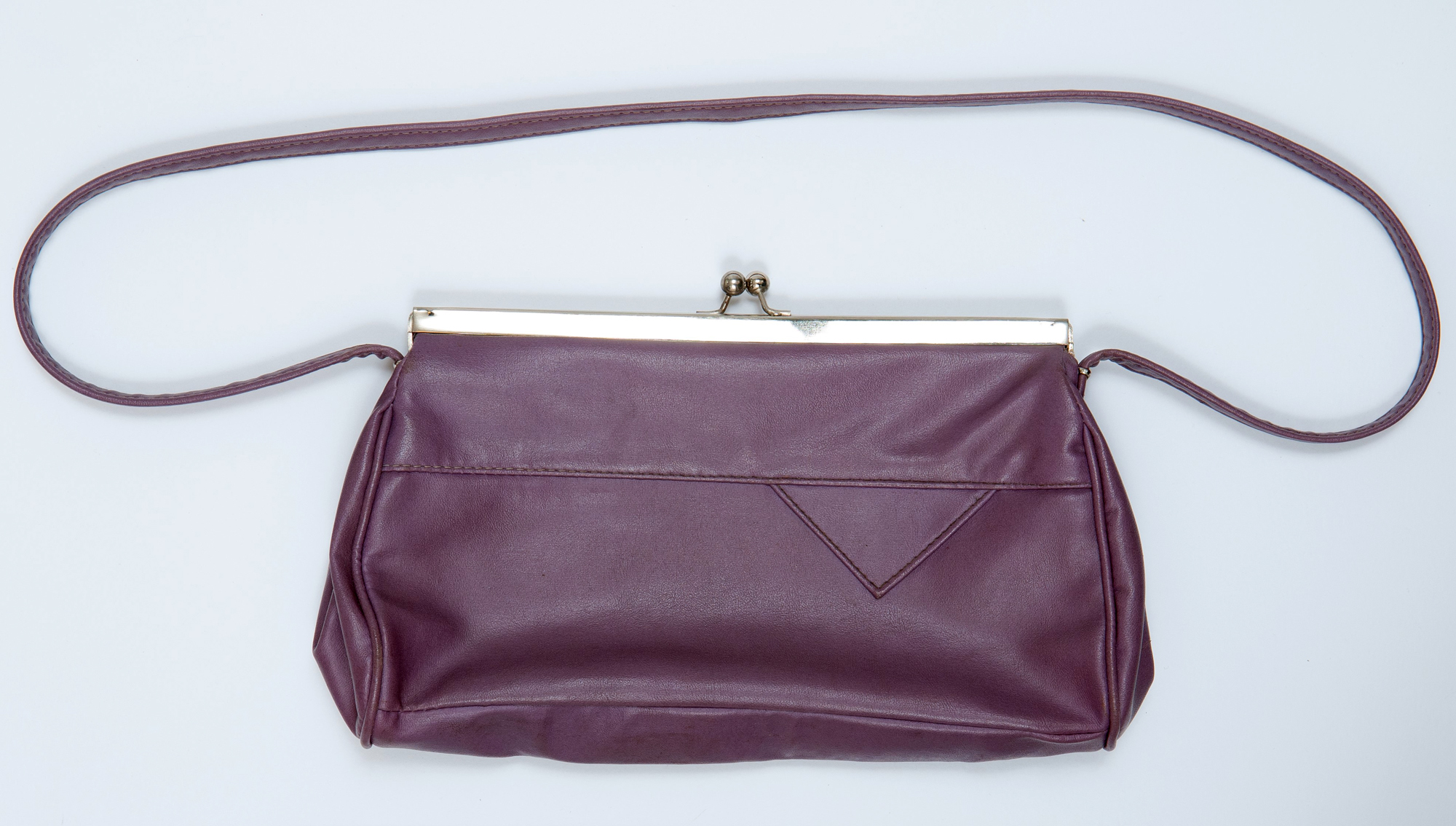
Дамская сумочка из кожзаменителя
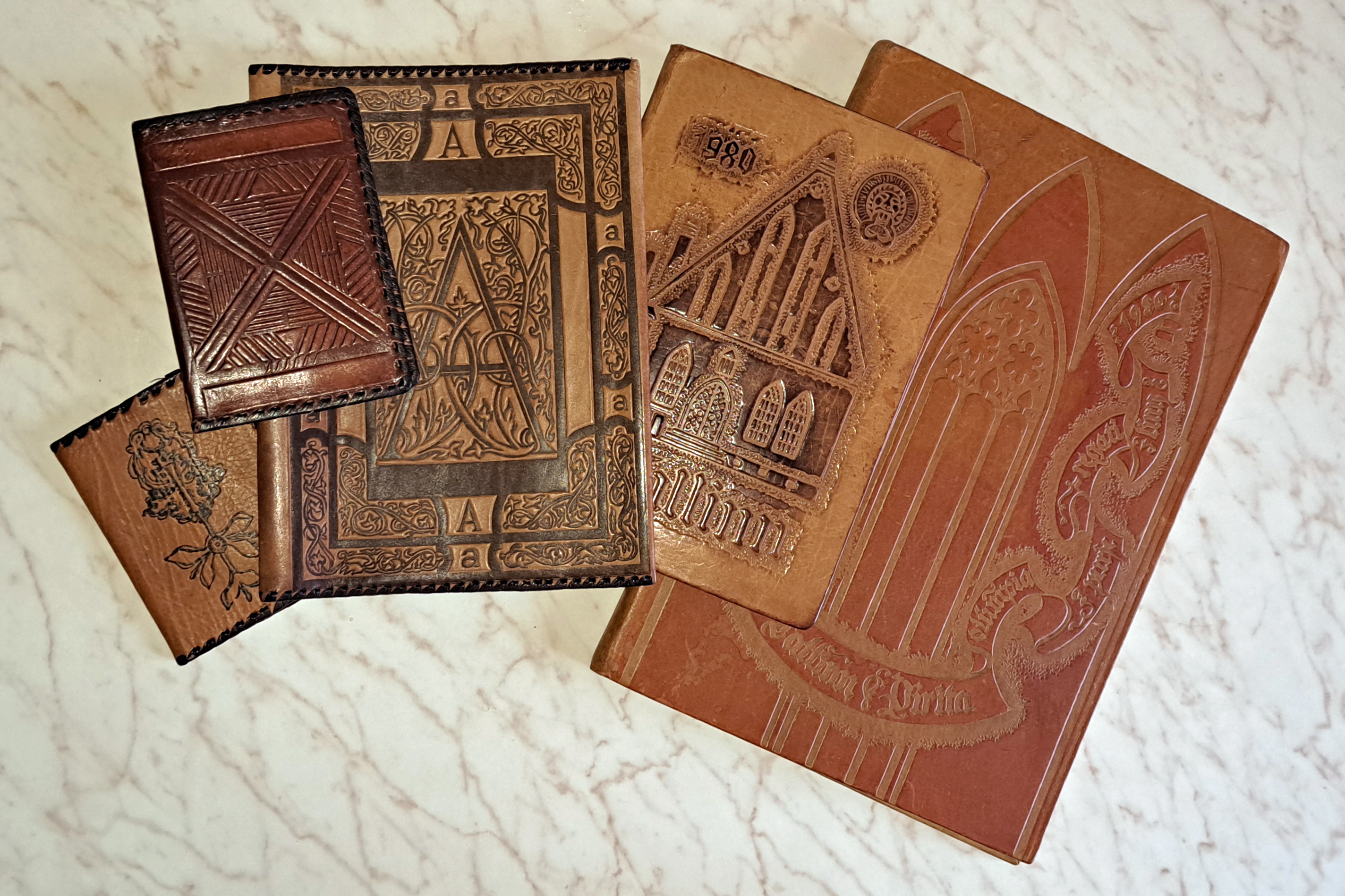
Кожаные обложки для книг и блокнотов, 1970—1980-е годы
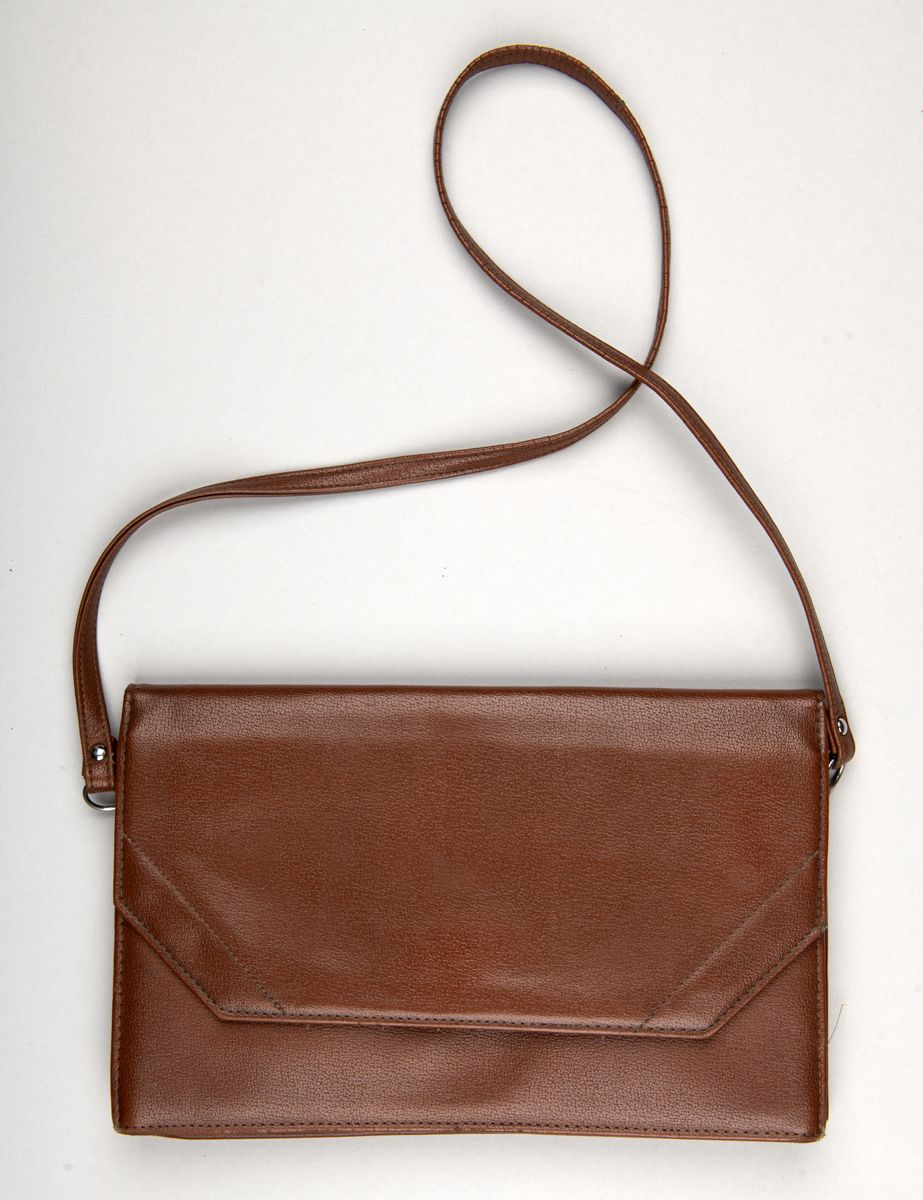
Дамская сумочка из кожзаменителя, 1980—1985 год
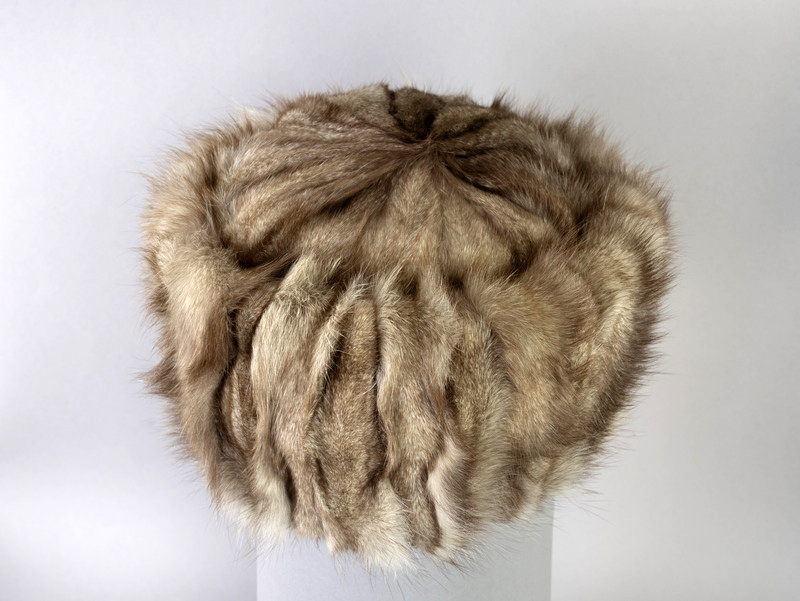
Женская шапка из натурального меха, 1970—1980-е годы